# Точка (геометрия)
Вижте пояснителната страница за други значения на Точка.
В геометрията, точка е наименование за 0-мерен обект. Точката няма дължина, площ или обем. В зависимост от контекста, точката може да обозначава само липсата на размерност на обекта, или да обозначава координатите си – например началото на координатната система е точка с координати (0, 0, 0). В топологията, всяка крива, повърхност или тяло се разглеждат като множество от точки.
Аксиоматиката на Евклидовата геометрия подразбира някои от свойствата на точката, без да ги определя напълно. Тя служи за отбелязването на уникално местоположение в Евклидовото пространство.
Точката е съвършена фигура. Тя няма начало и край, но е начало и край.